# Synagoga w Chrzanowie (ul. 3 Maja 9)
Synagoga w Chrzanowie – synagoga znajdująca się w Chrzanowie przy ulicy 3 Maja 9.
Synagoga została zbudowana w XIX wieku. W budynku mieściła się także prawdopodobnie rzeźnia rytualna. Podczas II wojny światowej hitlerowcy zdewastowali synagogę. Po zakończeniu wojny została przebudowana z przeznaczeniem na halę targową. W latach 70. w budynku mieścił się magazyn i sklep meblowy. Gruntownie wyremontowany budynek mieści obecnie centrum handlowe.
Murowany budynek wzniesiono na planie prostokąta. Częściowo zachował się wystrój zewnętrzny budynku, w tym sterczyny w narożach. Całość jest nakryta dachem dwuspadowym.

## Galeria

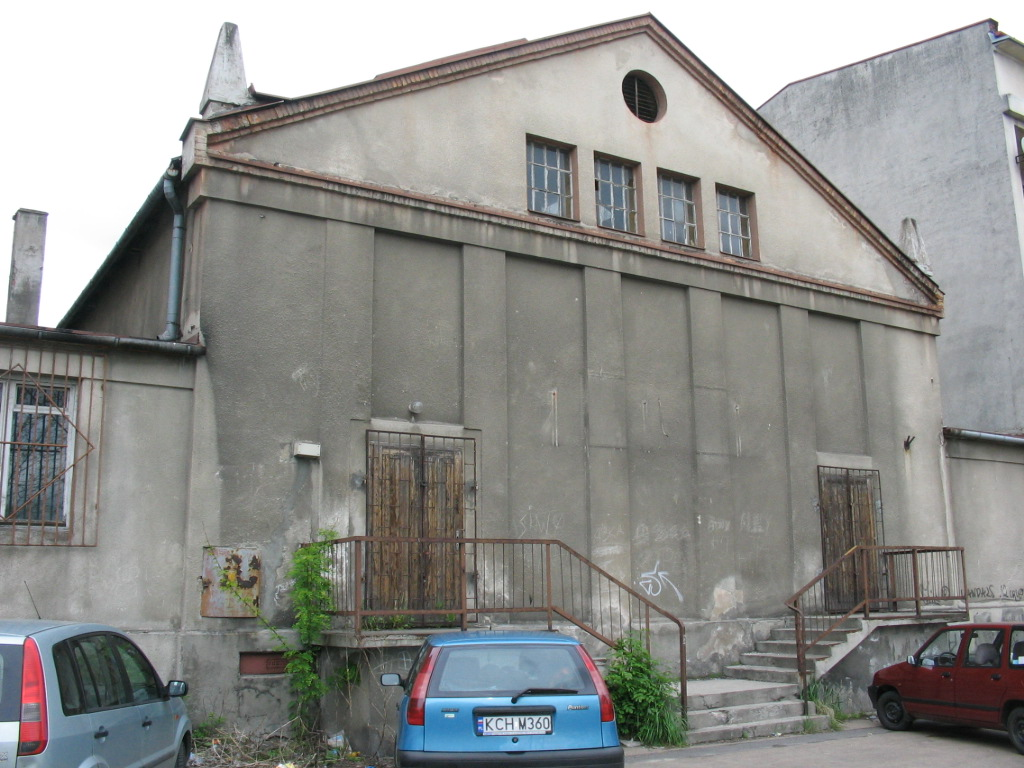
Synagoga przed remontem, 2006
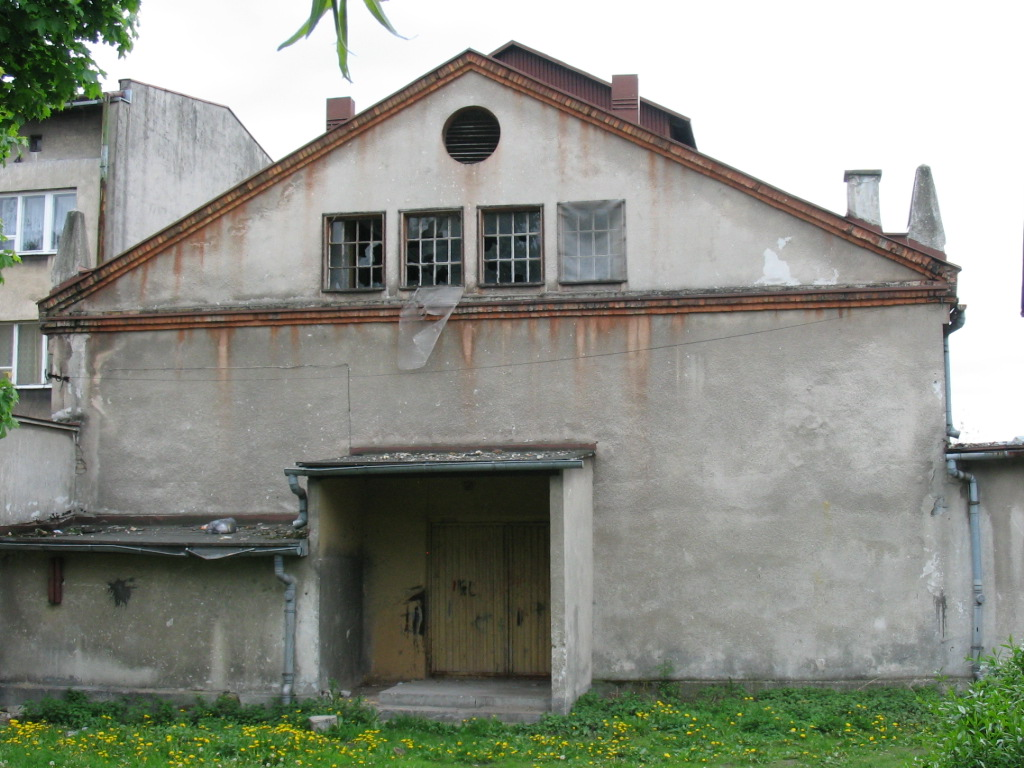
Synagoga przed remontem, 2006
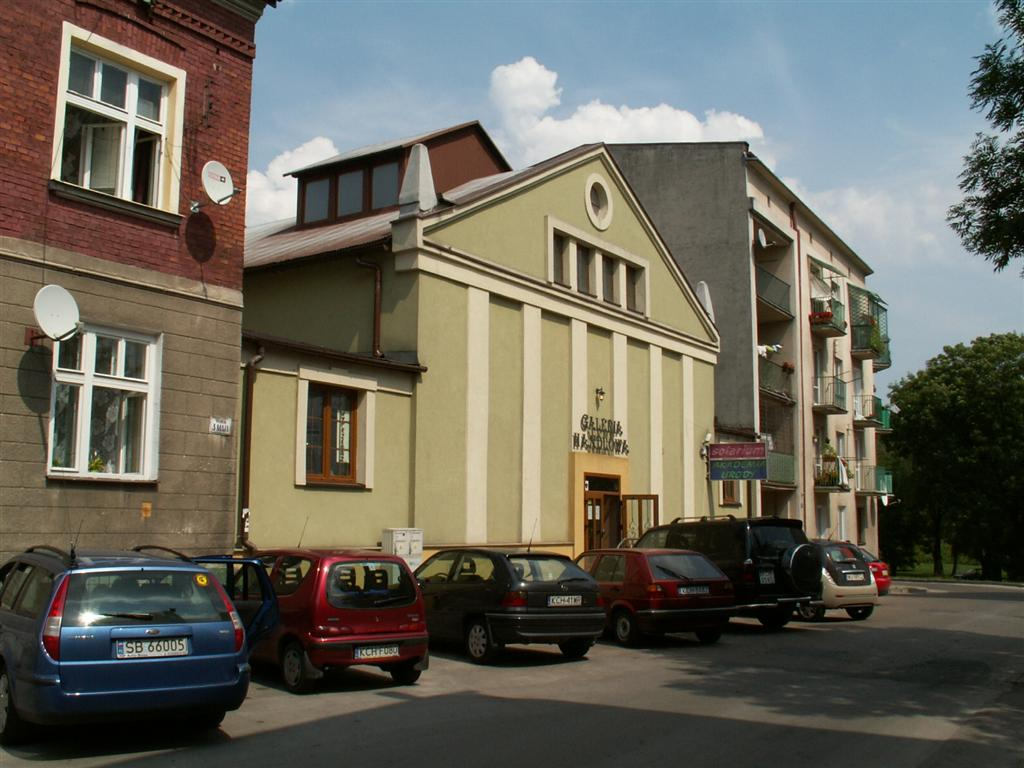
Synagoga po remoncie, 2008